# جريمة في القرية (رواية)
جريمة في القرية أو جريمة في بيت الكاهن أو جريمة قتل في المعبد أو مصرع الكولونيل بروثيرو (بالإنجليزية: The Murder at the Vicarage)‏ رواية تحقيق من تأليف أجاثا كريستي، نشرت لأول مرة في المملكة المتحدةعام 1930، ونشرت لاحقاً في الولايات المتحدة في نفس العام.
هي أول رواية تظهر فيها شخصية الآنسة ماربل، مع أنه سبق للآنسة ماربل أن ظهرت في قصص قصيرة تم نشرها عام 1927 في مجلة روايال.

## نبذة عن الرواية
في قرية سانت ماري ميد، لا أحد يطيق الكولونيل لوسيوس بروثور، حتى الكاهن نفسه قال إن من يقتله سيقدم خدمة للمجتمع. يتم إيجاد السيد بروثور مقتولا فوق مكتب الكاهن، والغريب أن هناك شخصين يعترفان بارتكاب الجريمة، هذا ما يشجع جاين ماربل على استعراض قدراتها في التحقيق، وبالنسبة إليها، يوجد سبعة مشتبهين بارتكاب الجريمة، بمن فيهم الكاهن نفسه، وبعد سلسلة من الأحداث والتحقيقات واستعمال قدراتها في التحقيق، تتوصل الآنسة ماربل إلى حقيقة الجريمة.
في النهاية، تستنتج الآنسة ماربل أن الشخصين اللذان اعترفا بارتكاب الجريمة عند اكتشافها هما القاتلين الحقيقيين، وقد كان الاعتراف بالجريمة خطة ذكية لإبعاد الشبهات عنهما. هذان المجرمان هما آن بروثيرو زوجة القتيل – أو بالأحرى زوجته الثانية التي تصغره سنا بكثير- وعشيقها لورنس ريدينغ.
الكاهن ليونارد كليمنت وزوجته غريزيلدا يواصلان الظهور في روايات أخرى من بطولة الآنسة ماربل مثل «جثة في المكتبة» عام 1942 و «4.50 من بادينغتون» عام 1957.

## الاقتباس
تم اقتباس العديد من الأعمال من هذه الرواية من بينها:
- مسرحية عام 1949، وقد ادت باربرا مولان دور الآنسة ماربل.
- حلقة من حلقات مسلسل الآنسة ماربل عام 1986 من إنتاج قناة بي بي سي وان وبطولة جوان هيكسون بدور الآنسة ماربل.
- حلقة من حلقات مسلسل "اغاثا كريستي ماربل" عام 2004 من بطولة جيرالدين ميكاوين بدور الآنسة ماربل.

## الأهمية الأدبية والاستقبال
كانت التقييمات النقدية في وقت النشر إيجابية بشكل عام بشأن الآنسة ماربل، ومبهمة بشأن كيفية وقوع الجريمة، لكنها راضية عن أسلوب كتابة كريستي. لم يكن هناك أي تعليق على كون الكاهن هو الراوي. تجد مراجعة لاحقة أن القصة أكثر ميلًا لعام 1990، وتُعجب بالقرية وأهلها. اعتقدت المؤلفة، بالنظر إلى أعمالها الخاصة في سيرتها الذاتية في السبعينيات، أن الحبكة الرئيسية «سليمة»، ولكن ربما فيها الكثير من الشخصيات والحبكات الفرعية.
طرح ملحق التايمز الأدبي في 6 نوفمبر 1930 الأسئلة المختلفة حول من كان يمكن أن يقتل بروثرو ولما، وخلص إلى أن «الخطأ الوحيد فيها، كرواية بوليسية، أنه من الصعب تصديق أن الجاني قد يقتل بروثيرو بهذه السرعة والهدوء. تُظهر المخططات الثلاثة للغرفة والحديقة والقرية أن الآنسة ماربل كانت ضمن مرمى البصر والسمع تقريبًا، والتي كانت تعرف دائمًا كل شيء يحدث وتستخلص أسوأ الاستنتاجات. وكانت ثلاثة من «نساء الأبرشية الخبيثات» الأخريات (صورن بشكل مثير للإعجاب) يعشن في المنازل الثلاثة التالية. تكتشف الآنسة ماربل القاتل في النهاية، لكن يشتبه المرء في أنها كانت ستفعل ذلك عاجلًا».
تبدأ مراجعة الرواية في نيويورك تايمز بوك ريفيو من 30 نوفمبر 1930، «الآنسة كريستي الموهوبة بعيدة عن أحسن حالاتها في روايتها البوليسية الأخيرة. ولا تضيف الكثير لمكانتها في مجال قصص التحري الخيالية». ومضت المراجعة تقول «قُدمت أختية العوانس المحلية مع الكثير من الأقاويل والثرثرة. ويستمر بعضًا من هذا مطولًا، فيميل القارئ العادي للضجر من كل شيء، لا سيما الآنسة ماربل اللطيفة، البوليسية السرية الرئيسية للقضية». لخصت المراجعة إعداد الحبكة وخلصت إلى أن «الحل نهاية مخيبة واضحة».
قال إتش س. أونيل في ذي أوبزرفر في 12 ديسمبر 1930، «لدينا قصة واضحة تستقطب عددًا من الأخطاء المضللة عبر مسار القارئ سهل الانقياد. هناك إبداع متميز في وسيلتها الجديدة للحفاظ على السر. إذ تكشف عنه في البداية، ثم تقلب الأمور رأسًا على عقب، وتثبت أن الحل لا يمكن أن يكون صحيحًا، وتخلق بالتالي جوًا من الحيرة».
قال هارولد نيكلسون في صحيفة ديلي إكسبريس في 16 أكتوبر 1930: «لقد قرأت أعمالًا أفضل لأغاثا كريستي، لكن هذا لا يعني أن هذا الكتاب الأخير ليس أكثر مرحًا وأكثر تسلية وأكثر إغراء من الروايات البوليسية العمومية». أعلنت الديلي ميرور في مراجعة قصيرة بتاريخ 15 أكتوبر 1930 أن «الاندهاش يستمر بشكل جيد».
كتب روبرت بارنارد بعد ستين عامًا هذه هي «لمحتنا الأولى عن سانت ماري ميد، وهي مرتع للسطو، وانتحال الشخصية، والزنا والقتل في نهاية المطاف. ما الشيء المريح الذي يجده الناس في مثل هذه القصص بالضبط؟». وقد وجد بعض الصعوبة في تصديق أن هذه القصة هي الأكثر جاذبية للقراء في عام 1990 مقارنة بقراء عام 1930. «الحل يحير العقل نوعًا ما، لكن هناك الكثير الملذات العرضية للشكوى، والجرعة القوية من الخل في المشهد الأول من الآنسة ماربل هو أكثر ميلًا للحداثة من لمسة الشراب في العروض اللاحقة.»

## الإهداء
جاء في إهداء الكتاب: «إلى روزاليند».
روزاليند هي الابنة الوحيدة لأغاثا كريستي من زوجها الأول آرتشيبولد كريستي.

## العناوين العالمية
أغلب الترجمات حافظت على العنوان الإنجليزي للرواية «جريمة في بيت الكاهن» أو تم تغيير العنوان غالبا إلى «جريمة في القرية» أو تم تغيير العنوان تماما إلى «رصاصة في الرأس»، إضافة إلى عناوين أخرى مثل «صرخة الموت» في الترجمة التركية، «موت في القرية» في الترجمة الإيطالية، «قضية بروثيرو» في الترجمة الفرنسية.

## روابط خارجية
- معلومات حول الرواية في الموقع الرسمي لأغاثا كريستي (باللغة الإنجليزية).
- معلومات حول حلقة مسلسل «اغاثا كريستي الآنسة ماربل» المقتبسة من الرواية عام 1986 (باللغة الإنجليزية).
- معلومات حول حلقة مسلسل «اغاثا كريستي ماربل» المقتبسة من الرواية عام 2004 (باللغة الإنجليزية).
- معلومات حول الرواية في الموقع الرسمي لدار الأجيال (باللغة العربية).